# ميكي كوباياشي
ميكي كوباياشي (باليابانية: 小林美貴) هي متزحلقة يابانية، ولدت في 10 نوفمبر 1987.

## وصلات خارجية
- ميكي كوباياشي على موقع IBU (الإنجليزية)
- ميكي كوباياشي على موقع الاتحاد الدولي للتزلج (التزلج الريفي) (الإنجليزية)
- ميكي كوباياشي على موقع أوليمبيديا (الإنجليزية)